# Labichea eremaea
Labichea eremaea är en ärtväxtart som beskrevs av Charles Austin Gardner. Labichea eremaea ingår i släktet Labichea och familjen ärtväxter. Inga underarter finns listade i Catalogue of Life.